# فقدان الذاكرة الشامل العابر
فقدان الذاكرة الشامل العابر (TGA) هو اضطراب عصبي يتضمن بشكل أساسي اختلال مؤقت ولكن شبه كامل في الذاكرة قصيرة المدى، وصعوبات في تذكر الذكريات القديمة. لا يُظهر المريض في حالة فقدان الذاكرة الشامل العابر أي علامات أخرى على الأداء الإدراكي الضعيف، لكنه يتذكر فقط اللحظات القليلة الأخيرة قبل أن يفقد الوعي، بالإضافة إلى بعض الحقائق المشفرة عن ماضيه، مثل طفولته أو أسرته أو منزله أحيانًا.
نتعامل في كل من فقدان الذاكرة الشامل العابر وفقدان الذاكرة المتقدم مع اضطرابات الذاكرة قصيرة المدى؛ ومع ذلك، فإن حلقة فقدان الذاكرة الشامل العابر لا تدوم بشكل عام أكثر من 2 إلى 8 ساعات قبل أن يعود المريض إلى طبيعته مع عودة القدرة على تكوين ذكريات جديدة. قد لا يتمكن المريض المصاب بفقدان الذاكرة المتقدم من تكوين ذكريات جديدة إلى أجل غير مسمى.

## العلامات والأعراض
لا يستطيع الشخص الذي يتعرض لفقدان الذاكرة الشامل العابر تكوين ذكريات جديدة بشكل مؤقت، ولكنه يكون بشكل عام في حالة ذهنية متوازنة، ويمتلك معرفة كاملة بذاته والعائلة القريبة، ويحافظ على المهارات الإدراكية السليمة وقدرة واسعة على المعرفة والسلوك المعقدَين، إذ لا يمكن للفرد ببساطة أن يتذكر أي شيء حدث خارج الدقائق القليلة الماضية، في حين أن ذاكرة الأحداث البعيدة قد تكون أو لا تكون سليمة إلى حد كبير ولكن بشكل مؤقت. درجة فقدان الذاكرة عميقة، وعندما يكون المريض على علم بحالته، سيترافق ذلك مع القلق غالبًا. تشمل المعايير التشخيصية لفقدان الذاكرة الشامل العابر من الناحية الخاصة بالبحث السريري:
- يجب أن يكون فقدان الذاكرة الشامل العابر مراقَب، ويُبلغ عنه على أنه فقدان مؤكد للذاكرة الحديثة (فقدان الذاكرة المتقدم).
- حدوث غياب للوعي أو ضعف إدراكي آخر غير فقدان الذاكرة.
- عدم وجود علامات عصبية بؤرية أو عجز أثناء فترة فقد الذاكرة أو بعدها.
- عدم وجود أي مظاهر للصرع أو الصرع النشط خلال العامين الماضيين، ولم يتعرض المريض لأي إصابة في الرأس مؤخرًا.
- انتهى فقدان الذاكرة في غضون 24 ساعة.

### تطورات فقدان الذاكرة الشامل العابر
يبدأ فقد الذاكرة الشامل العابر بشكل سريع عمومًا، وتتنوع مدته ولكنها تدوم بشكل عام بين 2 و8 ساعات. يمتلك مريض فقد الذاكرة الشامل العابر ذكريات للدقائق القليلة الماضية أو لمدة أقل منها، ولا يمكنه الاحتفاظ بمعلومات جديدة بعد تلك الفترة الزمنية. تتمثل إحدى ميزاته الغريبة في المثابرة، إذ يكرر المريض عبارات أو أسئلة بأمانة ومنهجية كاملة مع نغمات وإيماءات متطابقة تمامًا «بشكل يشبه إعادة تشغيل جزء من مسار صوتي بشكل متكرر»، ويحدث ذلك في جميع حالات فقدان الذاكرة الشامل العابر تقريبًا وتعتبر أحيانًا سمة مميزة للحالة. يحتفظ الفرد الذي يعاني من فقدان الذاكرة الشامل العابر بالمهارات الاجتماعية والذكريات المهمة الأقدم، بما في ذلك معرفة هويته الخاصة وهوية أفراد الأسرة، والقدرة على أداء المهام المكتسبة المعقدة المتنوعة مثل القيادة والسلوك المكتسب، إذ استطاع أحد المرضى الاستمرار في تجميع مولد سيارته. على الرغم من أنه يبدو ظاهريًا بحالة صحية طبيعية، فإن الشخص المصاب بفقد الذاكرة الشامل العابر يعاني من تشوش في الزمان والمكان، وربما لا يعرف السنة أو المكان الذي يسكن فيه. على الرغم من الإبلاغ عن حدوث حالات تخليط في بعض الأحيان، لكن يعتبر البعض أن هذه الملاحظة غير دقيقة، ولكن من الشائع حدوث الحالة العاطفية المرتفعة (مقارنة بالمرضى الذين يعانون من نوبة نقص تروية عابرة). بحسب دراسة استقصائية كبيرة فإن 11% من مرضى فقد الذاكرة الشامل العابر وصفوا شعورًا بالعاطفية و14% بأنهم كانوا خائفين من الموت. تصبح الحالة أقل شدة على مدى ساعات، وتعود الذكريات القديمة أولًا، وتصبح فترات فقدان الذاكرة أقل، ويحتفظ الضحية بذاكرة قصيرة المدى لفترات أطول. بالرغم من أن المريض يعود إلى طبيعته في غضون 24 ساعة، لكن يوجد في الحقيقة تأثيرات طفيفة على الذاكرة قد تستمر لفترة أطول. في معظم الحالات، لا توجد آثار طويلة المدى بخلاف فقدان الذاكرة التام للفترة التي عانى منها من الحالة وقبل ساعة أو ساعتين من بدايتها. يوجد دليل واضح على وجود ضرر ملحوظ عند بعض الحالات بعد أسابيع أو حتى سنوات من حالة فقد الذاكرة الشامل العابر.
يوجد أيضًا دليل على أن الضحية يعلم بوجود شيء ما ليس صحيحًا تمامًا، على الرغم من أنه لا يستطيع تحديده. يبدي أحيانًا بعض المرضى أثناء تعرضهم للحالة إشارات تدل على أنهم يعلمون أنهم فقدوا ذاكرتهم للتو، أو أنهم يعتقدون أنهم أصيبوا بسكتة دماغية، على الرغم من عدم معرفتهم للعلامات الأخرى التي تظهر عليهم. العلامة الرئيسية لهذه الحالة هي أفعالهم وأقوالهم المتكررة لأشياء لا تتكرر في الحالات الطبيعية.

## الأسباب
لا يزال سبب فقد الذاكرة الشامل العابر غامضًا. الفرضيات الرئيسية هي تعرض المريض لشكل من أشكال الصرع، أو مشكلة في الدورة الدموية حول الدماغ أو منه أو إليه، أو الصداع النصفي. التشخيص التفريقي للحالة مهم من أجل تصنيف فقد الذاكرة الشامل العابر كمتلازمة سريرية غير متجانسة مع مسببات متعددة، وآليات وإنذارات مختلفة.

### الأحداث المتسارعة
ترتبط هجمات فقد الذاكرة الشامل العابر ببعض أشكال الأحداث المتسارعة في ثلث الحالات على الأقل. تشمل الأحداث المتسارعة الأكثر شيوعًا التمارين الرياضية القوية (بما في ذلك الجماع)، والسباحة في الماء البارد أو التعرض لتغيرات في درجات الحرارة، والأحداث العاطفية المؤلمة أو المجهدة. هناك تقارير عن حالات تشبه فقد الذاكرة الشامل العابر تحدث خلال بعض الإجراءات الطبية والحالات المرضية. تشير إحدى الدراسات إلى حالتين من حالات الإصابة الأسرية، إذ عانى فردان من نفس العائلة من فقد الذاكرة الشامل العابر، من أصل 114 حالة. يشير ذلك إلى احتمال صغير لحدوث إصابة عائلية بفقد الذاكرة الشامل العابر.
عند توسيع مجال تعريف الأحداث المتسارعة ليشمل الأحداث قبل أيام أو أسابيع، وتحمل أعباء مرهقة مثل المخاوف المالية، أو حضور جنازة أو الإرهاق بسبب التعب أو مسؤوليات رعاية الأطفال، فإن الغالبية العظمى (أكثر من 80%) من هجمات فقد الذاكرة الشامل العابر ستكون مرتبطة بالأحداث المتسارعة.
درست بعض الأبحاث دور العوامل النفسية المشتركة، إذ يُظهر الأشخاص الذين يعانون من فقد الذاكرة الشامل العابر مستويات مرتفعة من القلق و / أو الاكتئاب. قد يترك عدم الاستقرار العاطفي بعض الأشخاص عرضة للإجهاد وبالتالي سيرتبط بفقد الذاكرة الشامل العابر. عند مقارنة المرضى الذين عانوا من فقد الذاكرة الشامل العابر، بمرضى النوبة الإقفارية العابرة سيكونون أكثر عرضة للإصابة بأحد أشكال المشاكل العاطفية (مثل الاكتئاب أو الرهاب) في تاريخهم الشخصي أو العائلي، أو سيكونون عانوا مسبقًا من نوع من الرهاب.

### الفرضيات المرتبطة بالتروية الدموية
الإقفار الدماغي هو سبب محتمل متنازع عليه في كثير من الأحيان، على الأقل بالنسبة لبعض مرضى فقدان الذاكرة الشامل العابر، كان يُعتقد حتى التسعينيات أن فقد الذاكرة الشامل العابر هو أحد أشكال النوبة الإقفارية العابرة الثانوية التي تحدث كنتيجة لبعض أشكال أمراض الأوعية الدموية الدماغية. أولئك الذين يجادلون ضد الأسباب الوعائية يبررون موقفهم بأن مرضى فقدان الذاكرة الشامل العابر ليسوا أكثر عرضة من عامة الناس للإصابة بأمراض الأوعية الدموية الدماغية لاحقًا. في الواقع، بالمقارنة مع مرضى النوبة الإقفارية العابرة فإن مرضى فقد الذاكرة الشامل العابر لديهم مخاطر أقل بشكل ملحوظ للإصابة بالسكتة الدماغية واحتشاء عضلة القلب والموت بسببها.
وبالرغم من ذلك، ما تزال الأسباب الوعائية الأخرى محتملة، وفقًا لبحث قصور صمام الوريد الوداجي عند مرضى فقدان الذاكرة الشامل العابر، كان لفقدان الذاكرة الشامل العابر في هذه الحالات تأثير مهم. إحدى الفرضيات الحالية هي أنه قد يكون سبب حدوث فقدان الذاكرة الشامل العابر هو الاحتقان الوريدي للدماغ، مما يؤدي إلى نقص تروية المناطق الدماغية المرتبطة بالذاكرة، مثل الحُصين. لقد ثبت أن إجراء مناورة فالسالفا (التي تتضمن الضغط للأسفل وزيادة ضغط التنفس عند المزمار المغلق من أجل حبس الهواء في الرئتين، والذي يحدث كثيرًا أثناء المجهود) قد يساعد على حدوث تدفق رجعي للدم في الوريد الوداجي، وبالتالي، إعادة الدورة الدموية لطبيعتها عند هؤلاء المرضى.